# Мишино (Владимирская область)
Мишино — деревня в Муромском районе Владимирской области России, входит в состав Ковардицкого сельского поселения. 

## География
Деревня расположена на берегу реки Илевна в 15 км на юг от центра поселения села Ковардицы и в 11 км на юг от Мурома.

## История
Деревня впервые упоминается в окладных книгах 1676 года в составе Репинского прихода, в ней тогда было 3 двора крестьянских.
В конце XIX — начале XX века деревня входила в состав Карачаровской волости Муромского уезда, с 1926 года — в составе Муромской волости . В 1859 году в деревне числилось 17 дворов, в 1905 году — 48 дворов, в 1926 году — 75 дворов.
С 1929 года деревня являлась центром Мишинского сельсовета Муромского района, с 1940 года — в составе Левашихинского сельсовета, с 1954 года — в составе Подболотского сельсовета, с 2005 года — в составе Ковардицкого сельского поселения. 

## Население
| 1859 | 1905 | 1926 | 2002 | 2010 | 2012 | 2021 |
| ---- | ---- | ---- | ---- | ---- | ---- | ---- |
| 125  | ↗291 | ↗462 | ↘197 | ↗217 | ↗253 | ↘226 |